# Velké Opatovice
Velké Opatovice é uma cidade checa localizada na região de Morávia do Sul, distrito de Blansko‎.